# موعد هوا
موعد هوا أسبوعية جزائرية. تديرها جميلة عيساوي مقرها دار الصحافة طاهر جاووت الجزائر العاصمة.

## وصلات خارجية
- معلومات عن أسبوعية موعد هوا من موقع بوابة الصحافة الجزائرية.